# BNK48
BNK48 (tiếng Thái: บีเอ็นเคโฟร์ตีเอต, đọc là B.N.K. Forty-eight) là một nhóm nhạc nữ thần tượng Thái Lan, đây là nhóm chị em nước ngoài thứ 3 của AKB48, sau JKT48 ở Indonesia và AKB48 Team TP của Đài Loan, các thành viên thế hệ đầu tiên ra đời vào đầu năm 2017, nhóm chính thức ra mắt vào ngày 2 tháng 6 năm 2017 và phát hành đĩa đơn đầu tay "Aitakatta (อยากจะได้พบเธอ)" vào ngày 8 tháng 8 năm 2017. Đĩa đơn thứ 2, "Koisuru Fortune Cookie (คุกกี้เสี่ยงทาย)" được phát hành vào ngày 20 tháng 12 năm 2017, là một thành công lớn. Tính đến  tháng 1 năm 2025, nhóm có 21 thành viên và 14 thực tập sinh.
Nhóm được đặt theo tên của Bangkok, thủ đô của Thái Lan. BNK48 the Campus đặt tại tầng 4 trung tâm thương mại The Mall Bangkapi là nơi đặt nhà hát của nhóm. Hoa lan là một loài hoa phổ biến trong nước, đóng vai trò là màu sắc và họa tiết của nhóm. Nhóm hoạt động theo mô hình "Idol you can meet" (Thần tượng bạn có thể gặp mặt). Khái niệm này bao gồm các buổi concert tại các sự kiện trước công chúng và sự kiện "bắt tay" (Handshake Event), nơi người hâm mộ có thể gặp các thành viên trong nhóm, giống các nhóm nhạc chị em khác của AKB48.
Nhóm cũng có nhóm nhạc chị em đồng hương CGM48 được đặt theo tên thành phố Chiang Mai ở phía Bắc Thái Lan, đồng thời là nhóm nhạc chị em quốc nội đầu tiên ra mắt bên ngoài Nhật Bản và là nhóm nhạc chị em thứ hai của AKB48 Group tại Thái Lan.

## Lịch sử

### 2016: Trước khi ra mắt
Vào ngày 26 tháng 3 năm 2016, AKS (công ty quản lý của AKB48) công bố thành lập 3 nhóm chị em BNK48, MNL48 và TPE48.
Buổi thử giọng cho thế hệ đầu tiên được tổ chức từ ngày 29 tháng 7 đến ngày 31 tháng 8, thu hút tổng cộng 1.357 ứng viên, trong đó 330 người được chọn vào ngày 5 tháng 9. Vòng tuyển chọn ban đầu của các ứng viên được tổ chức vào ngày 17 và 18 tháng 9. Ngày 23 tháng 9, kết quả tuyển chọn được công bố và 80 ứng viên được chọn vào vòng cuối cùng. Tuy nhiên, do sự ra đi của vua Bhumibol Adulyadej vào ngày 13 tháng 10 nên vòng tuyển chọn cuối cùng đã bị hoãn lại đến ngày 18 tháng 12.

### 2017: Thế hệ đầu tiên ra đời vớiAitakattavàKoisuru Fortune Cookie

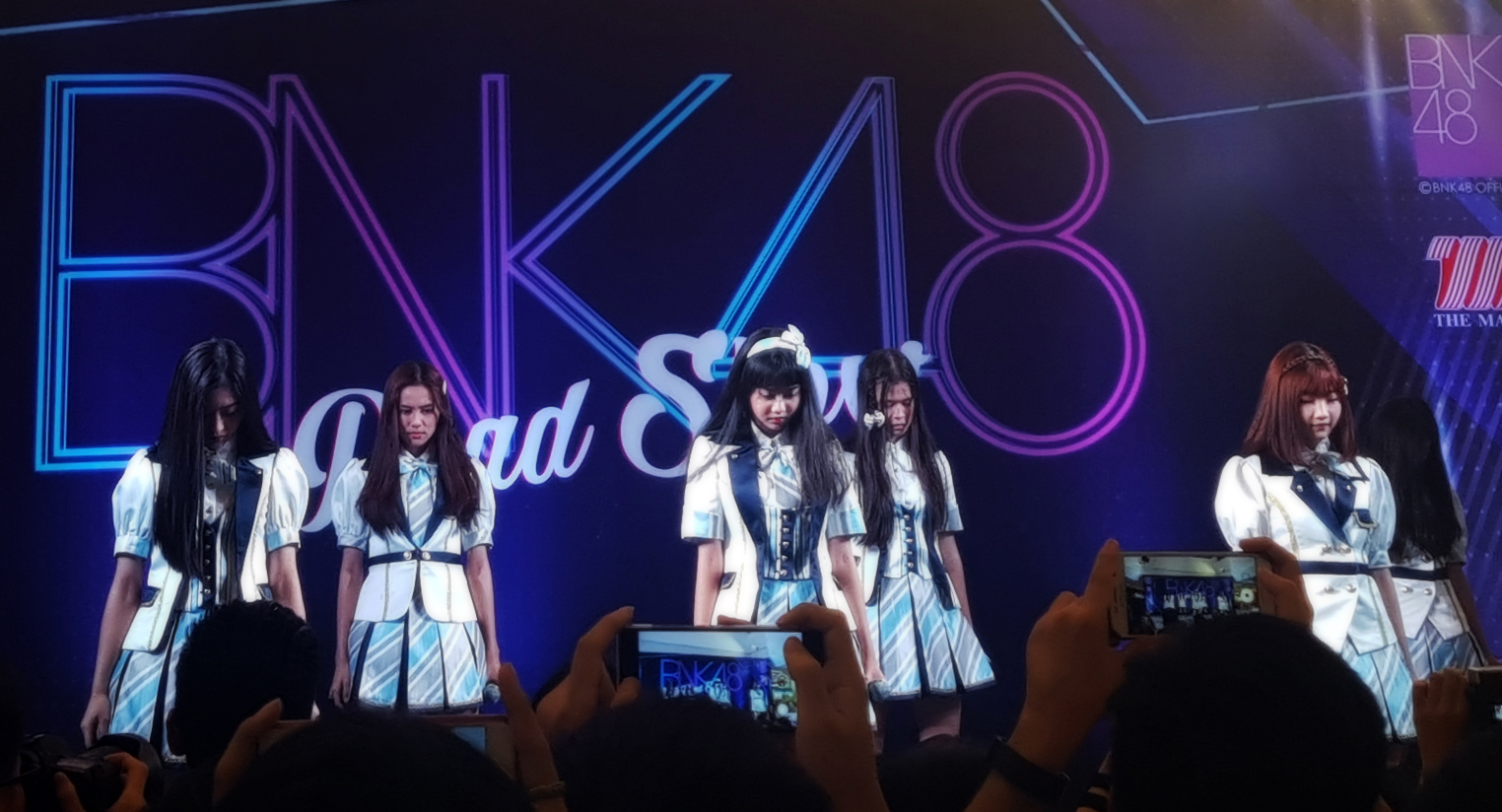
Các thành viên Jennis, Namneung, Maysa, Namhom, Kaimook và Miori biểu diễn tại The Mall Bang Kapi ở Bangkok vào ngày 23 tháng 7 năm 2017.

Vào ngày 12 tháng 2 năm 2017, thế hệ đầu tiên được công bố chính thức gồm 29 thành viên. Họ xuất hiện lần đầu tiên tại triển lãm AKB48 trong Lễ hội Nhật Bản lần thứ 12 tại Bangkok.
Sau đó, một thông báo được tiết lộ vào ngày 13 tháng 4 cho biết Rina Izuta, thành viên của AKB48 Team 4 sẽ chuyển đến nhóm vào ngày 2 tháng 7, nâng tổng số thành viên của nhóm thành 30.
Vào ngày 2 tháng 6, nhóm ra mắt chính thức với đĩa đơn "Aitakatta (อยากจะได้พบเธอ)". Đĩa đơn được phát hành chính thức vào ngày 8 tháng 8, chỉ được bày bán trong một khoảng thời gian giới hạn và đã bán được 13,500 bản. Cho đến nay, không có video âm nhạc chính thức nào được phát hành cho đĩa đơn. Sau đó vào ngày 3/6, nhóm tham gia nhạc hội Viral Fest Asia 2017, biểu diễn 3 bài hát Heavy Rotation, Aitakatta, Koisuru Fortune Cookie cùng 6 thành viên Shimizu Maria, Takahashi Ayane, Yoshikawa Nanase, Sato Akari, Mougi Kasumi và Gyoten Yurina của AKB48
Nhóm biểu diễn cùng ca sĩ Thái Lan Palitchoke Ayanaputra và nhóm nhạc Hàn Quốc iKON tại buổi hòa nhạc 2017: 411 Fandom Party ở Bangkok  tổ chức tại Siam Paragon vào 30 tháng 8, bao gồm bài hát "Koisuru Fortune Cookie (คุกกี้เสี่ยงทาย)".

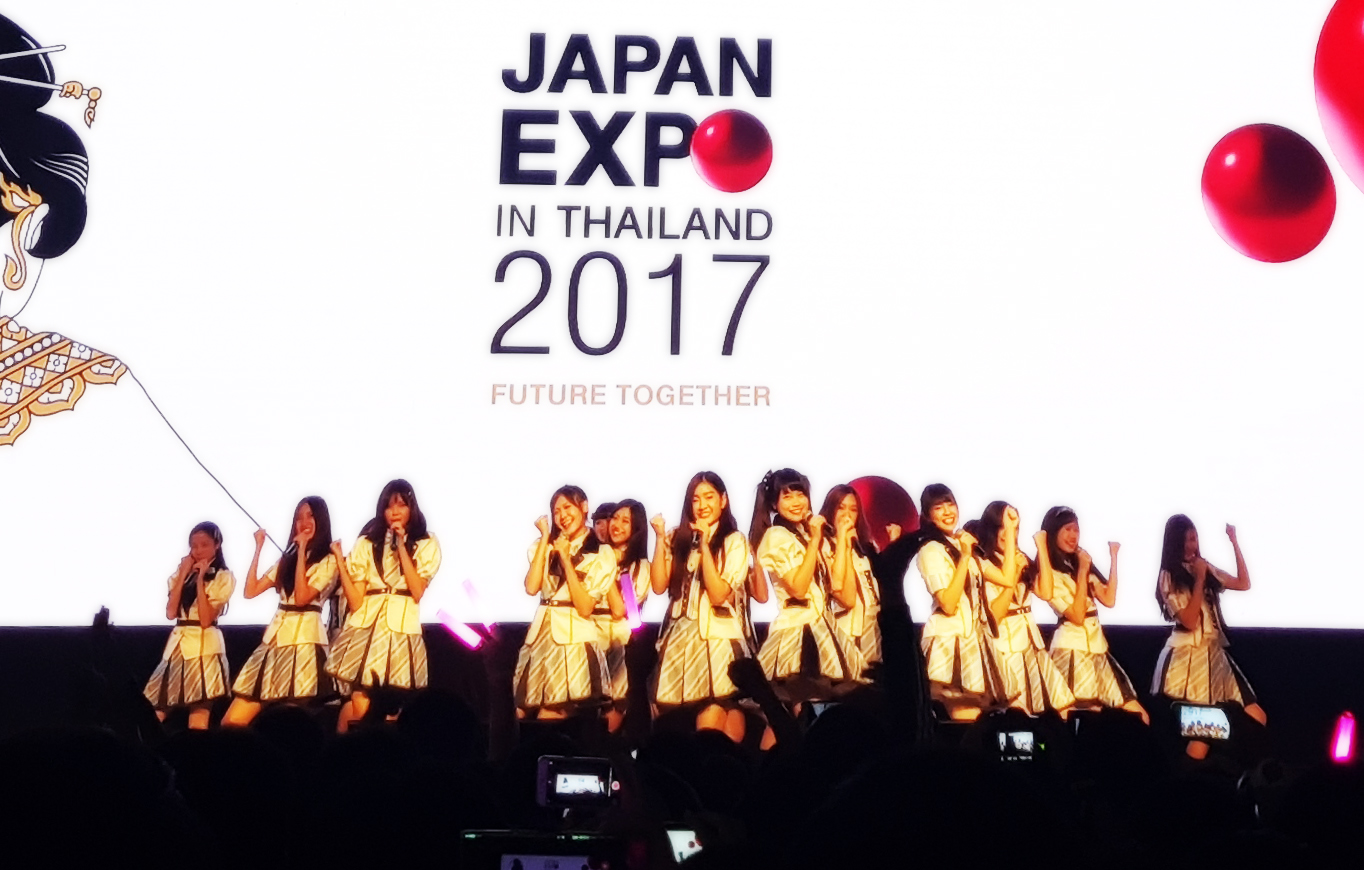
BNK48 biểu diễn tại Japan Expo in Thailand tháng 9/2017

Vào ngày 31 tháng 8, một thông báo đã được đưa ra cho Jan, Kaew, Orn và Namnueng do vi phạm các quy tắc không được tiết lộ, những thành viên lớn tuổi nhất của nhóm đã được lên kế hoạch biểu diễn tại Japan Expo ở Thái Lan 2017 vào ngày 1 và ngày 3 tháng 9, đã bị hạ cấp và được thay thế bởi Jane, Mobile, Pupe và Rina Izuta cho sự kiện trên.
Tại Japan Expo, nhóm biểu diễn "Koisuru Fortune Cookie(คุกกี้เสี่ยงทาย)" với World Order trong lễ khai mạc  và tiết lộ bài hát cùng tên, "BNK48 (Bangkok48)", mô tả các điểm du lịch và thực phẩm của Bangkok.
Nhóm đã tổ chức buổi hòa nhạc chính thức đầu tiên BNK48 We Love You vào ngày 23 tháng 9 tại The EmQuartier ở Bangkok để đánh dấu lễ tốt nghiệp của Kidcat. Tại sự kiện, việc phát hành đĩa đơn thứ hai của nhóm ''Koisuru Fortune Cookie (คุกกี้เสี่ยงทาย)'' được công bố. Video âm nhạc cho bài hát đã được công chiếu tại buổi hòa nhạc BNK48 Mini Live and Handshake tổ chức tại JJ Mall ở Bangkok vào ngày 18 tháng 11. Đĩa đơn thứ 2 ''Koisuru Fortune Cookie (คุกกี้เสี่ยงทาย)'' ra mắt vào 20 tháng 12
Vào ngày 24 tháng 12, đội đầu tiên của nhóm- Team BIII, đã được công bố tại một buổi fan-meeting có tên BNK48 We Wish You! A Merry Christmas, được tổ chức tại Siam Square One ở Bangkok. Trong sự kiện, buổi biểu diễn sân khấu đầu tiên của đội mới cũng được tiết lộ sẽ được tổ chức vào tháng 4 năm 2018, buổi thử giọng thế hệ thứ hai của nhóm sẽ bắt đầu từ ngày 25 tháng 12 và "Shonichi (วันแรก)" sẽ là đĩa đơn thứ ba của nhóm.

### 2018: Thế hệ thứ hai, album đầu tiênRIVER, phim tài liệu BNK48: GIRLS DON'T CRY, đồng hành cùng thể thao Thái Lan, xuất hiện tại NHK Kōhaku Uta Gassen,Shonichi, Kimi wa Melody, BNK Festival,tham gia tổng tuyển cử cùng AKB48

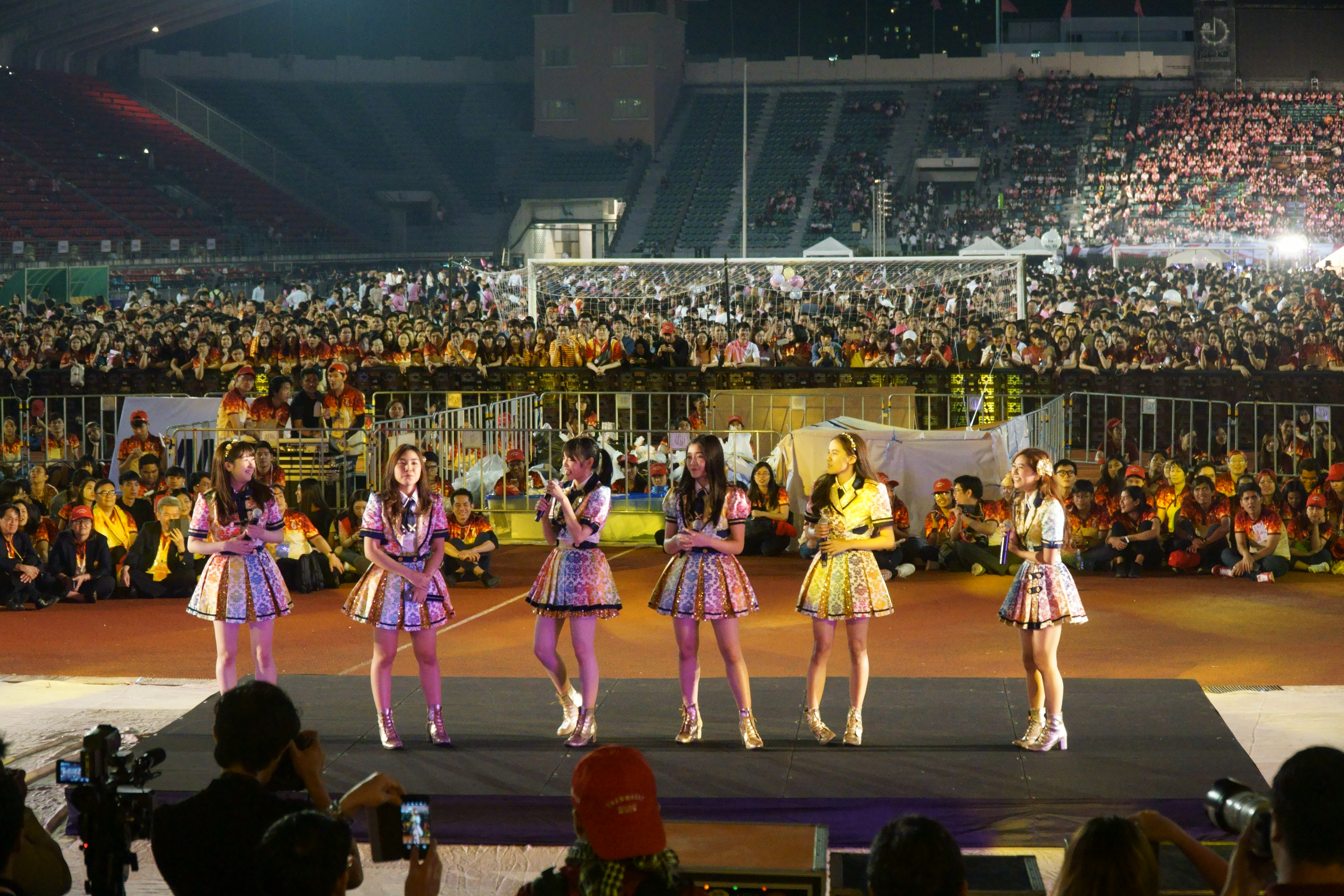
Các thành viên Izurina, Tarwaan, Cherprang, Jennis, Namneung và Miori tại trận đấu bóng đá truyền thống Chula-Thammasat lần thứ 72 vào ngày 3 tháng 2 năm 2018.

Tại sự kiện bắt tay thứ ba của nhóm, được tổ chức tại The Mall Ngam Wongwang ở Bangkok vào ngày 13 và 14 tháng 1 năm 2018, các bài hát đính kèm đã được công bố là "Namida Surprise! (ประกายน้ำตาและรอยยิ้ม!) " Và "Anata To Christmas Eve(คำสัญญาแห่งคริสต์มาสอีฟ)".
Nhóm biểu diễn tại trận bóng đá truyền thống Chula-Thammasat lần thứ 72 vào ngày 3 tháng 2. Nhóm cũng tổ chức sự kiện bắt tay và mini live bên ngoài Bangkok "BNK48 Road Show In Chiangmai" lần đầu tiên từ ngày 2 đến 4 tháng 2  tại Central Festival Chiang Mai. Vào ngày 11 tháng 2, nhóm được chọn làm đại sứ thương hiệu của Truemove H của True Corporation trong dự án TruePoint x BNK48. Nhóm mở nhà hát BNK48 The Campus cùng với BNK48 shop và BNK48 cafe đặt tại tầng 4 trung tâm thương mại The Mall Bangkapi ngày 26 tháng 4
Nhóm mở các buổi thử giọng để tuyển chọn các thành viên thế hệ thứ hai từ tháng 2 đến tháng 4. 94 trong số các ứng viên vượt qua vòng đầu tiên vào ngày 20 tháng 3  và 27 trong số họ cuối cùng đã được công bố là thành viên thế hệ thứ 2 vào ngày 29 tháng 4 tại sự kiện TOKYO IDOL FESTIVAL in BANGKOK COMIC CON. Thế hệ thứ 2 ra mắt công chúng cùng bài hát "Tsugi No Season – ฤดูใหม่", đồng thời cổ động cho đoàn thể thao Thái Lan dự Đại hội Thể thao châu Á 2018.
Vào ngày 28 tháng 2, nhóm được chọn là người ủng hộ đội tuyển bóng đá quốc gia Thái Lan chính thức. Nhóm có buổi biểu diễn tại Cúp Nhà vua Thái Lan 2018 vào ngày 22/3
Nhóm đã tổ chức buổi hòa nhạc đầu tiên Starto tại BITECT vào 2 ngày 31 tháng 3 và 1 tháng 4.
Vào ngày 24 tháng 4, nhóm có buổi gặp gỡ với thủ lĩnh quân đội Prayut Chan-o-cha tại Tòa nhà Chính phủ, nơi nhóm tổ chức một sự kiện bắt tay phát sóng trực tiếp với đại tướng. Sự kiện này được các học giả xem là nỗ lực của chính quyền nhằm xây dựng sự phổ biến trong giới trẻ cho cuộc bầu cử sắp tới. Nhưng công ty của nhóm đã từ chối bất kỳ mục đích chính trị nào sau cuộc họp, nói rằng sự kiện này chỉ nhằm quảng bá cho một đài phát thanh của chính phủ. Nhóm ra mắt single thứ 3 "Shonichi(วันแรก)" vào ngày 7/5
Album đầu tiên của nhóm River ra mắt vào ngày 31 tháng 5. Vào ngày 16/6, nhóm tham dự cuộc tổng tuyển cử AKB48 53rd Single Sekai Senbatsu Sousenkyo tổ chức tại Nhật Bản, Cherprang (#39) cùng Music (#72) là 2 thành viên lọt vào top 120 chung cuộc.
Nhóm ra mắt bộ phim tài liệu đầu tiên- "BNK48: GIRLS DON'T CRY" vào 16/8 trên Netflix. Single thứ 4 "Kimi wa Melody (เธอคือ...เมโลดี้)" ra mắt vào ngày 28/9. Vào ngày 30/9, nhóm thông báo cuộc Tổng tuyển cử cho Single thứ 6 (BNK48 6th Single Senbatsu Sousenkyo) sẽ tổ chức vào ngày 26/1/2019. Nhóm cũng tham gia vào chiến dịch cổ vũ đội tuyển Thái Lan tại Giải vô địch bóng đá Đông Nam Á 2018. Nhóm ra mắt single thứ 5 "BNK Festival" vào 14/12
Vào ngày 31/12, BNK48 biểu diễn bài hát "Koisuru Fortune Cookie" cùng AKB48 trong đại nhạc hội NHK Kōhaku Uta Gassen lần thứ 69 (第69回NHK紅白歌合戦, The 69th NHK Red & White Song Battle) bằng tiếng Nhật & tiếng Thái, bản thân Mobile cùng Sashihara Rino là 2 center biểu diễn bài hát.

### 2019: Cuộc tổng tuyển cử đầu tiên, các chuyến lưu diễn, nhóm mở rộng tầm ảnh hưởng, album thứ 2 Jabaja,Mimigumora mắt, tham dự NHK Kōhaku Uta Gassen lần thứ 2,Beginner
Ngày 26 tháng 1 năm 2019, buổi concert BNK48 Space Mission Concert tại IMPACT Arena, Muang Thong Thani của nhóm được tổ chức. Đây là sự kiện mở đầu cho cuộc Tổng tuyển cử cho Single thứ 6 của nhóm. Tại cuộc tổng tuyển cử, trưởng nhóm Cherprang của Team BIII giành hạng nhất với 84.195 phiếu bầu, trở thành Senbatsu Center cho bài hát chính Beginner ra mắt ngày 26 tháng 3 .
Vào ngày 27 tháng 1, nhóm đại diện chủ nhà tham gia buổi concert "AKB48 Group Asia Festival 2019 in Bangkok", biểu diễn cùng các nhóm chị em AKB48, JKT48, MNL48, AKB48 Team SH, AKB48 Team TP và SGO48. 16 thành viên tham dự bao gồm Cherprang, Tarwaan, Jennis, Pupe, Noey, Namneung, Kaew, Orn, Mobile, Music, Pun, Kaimook, Juné, Wee, Mewnich, Fond.
Vào ngày 2 tháng 6, iAM công bố ra mắt nhóm nhạc chị em đồng hương tên CGM48, đặt tên theo Chiang Mai - thành phố phía Bắc Thái Lan, là nhóm nhạc chị em thứ hai của AKB48 Group tại Thái Lan trong sự kiện "BNK48 Thank You & The Beginner Chiang Mai". BNK48 xuất hiện tại Cúp Nhà vua Thái Lan 2019 để cổ vũ đội nhà dự giải .
Vào ngày 24 tháng 8, nhóm tham gia chuyến lưu diễn "AKB48 Group Asia Festival 2019 in Shanghai" tại Trung tâm Hội nghị và Triển lãm Quốc gia ở Thượng Hải, Trung Quốc, biểu diễn cùng AKB48 Team SH (chủ nhà) và các nhóm chị em thuộc AKB48 Group. 8 thành viên Cherprang, Izuta Rina, Noey, Orn, Mobile, Pun, Faii, Niky tham dự sự kiện .
Vào ngày 28 tháng 8, nhóm ra mắt album thứ 2 - Jabaja, sau đó nhóm nhỏ Mimigumo ra mắt tại Bangkok Japan Expo với 3 thành viên Jaa, Kaimook, Music cùng Single "Mimigumo" vào ngày 10/10.
Vào ngày 16 tháng 11, nhóm ra mắt Team NV. Tại đại nhạc hội NHK Kōhaku Uta Gassen lần thứ 70 (第70 回NHK紅白歌合戦, The 70th NHK Red & White Song Battle) tổ chức ngày 31/12, Mobile cùng Sita (CGM48) là 2 đại diện từ Thái Lan biểu diễn bài hát "Koisuru Fortune Cookie" cùng các nhóm chị em thuộc AKB48

### 2020:77 no Suteki na Machi e, High Tension, Heavy Rotation,Tổng tuyển cử lần 2, thế hệ thứ 3 ra đời, phim tài liệu thứ 2 BNK48: One take, nhóm nhỏ LYRA,
Nhóm ra mắt single thứ 7- 77 no Suteki na Machi e vào ngày  14/1 và single thứ 8 High Tension vào ngày  2/2

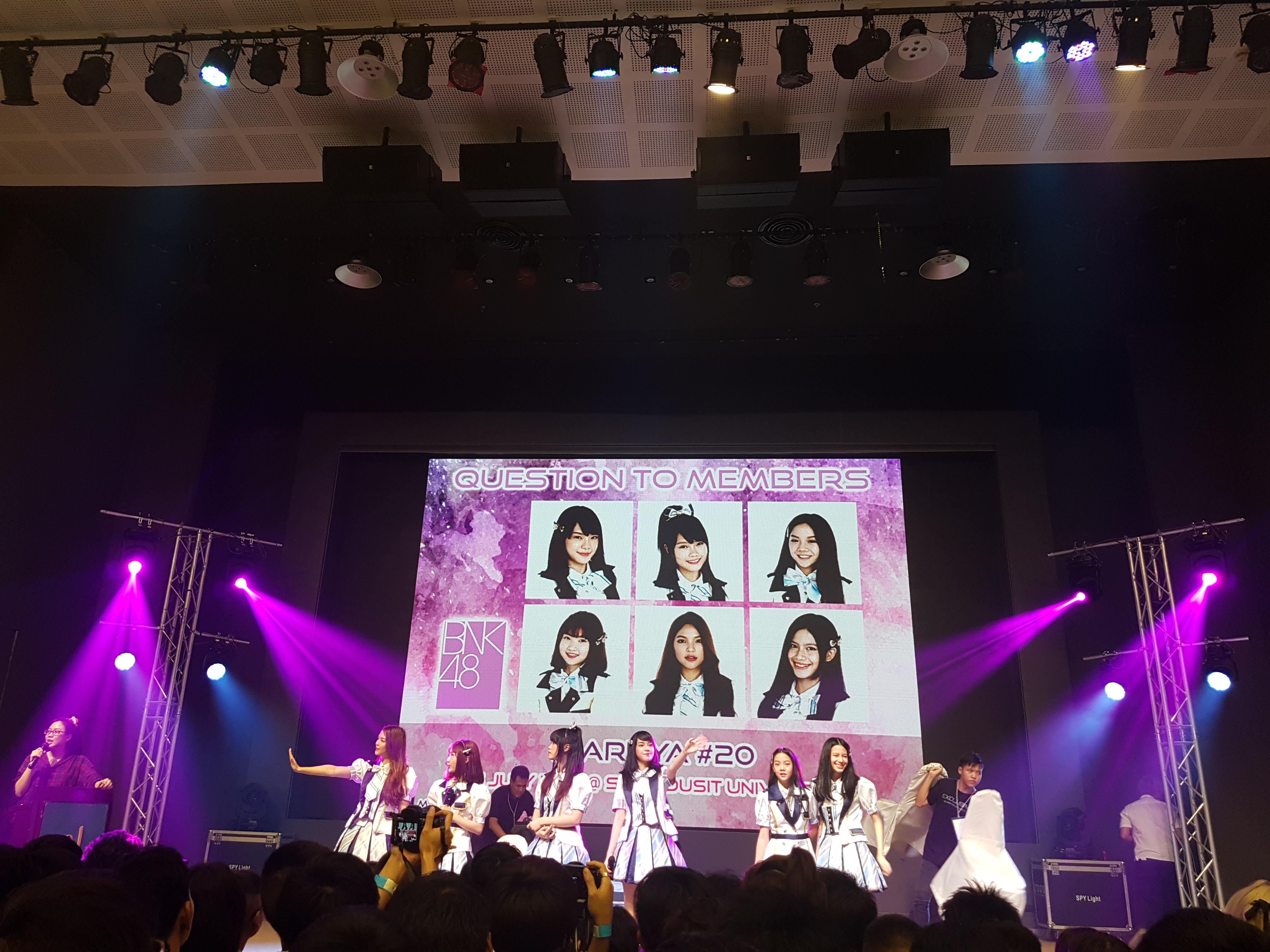
Các thành viên Cherprang, Jaa, Kaimook, Music, Orn và Satchan biểu diễn tại sự kiện Maruya 20 tổ chức tại Đại học Suan Dusit, Quận Dusit, Bangkok, Thái Lan vào năm 2017.

BNK48 9th Single Senbatsu Sousenkyo là cuộc tổng tuyển cử thứ 2 cho single thứ 9 cùng sự góp mặt của nhóm CGM48, ban đầu kết quả sẽ có vào ngày 22/3, nhưng do đại dịch COVID-19 nên được dời sang ngày 19/4. Thành viên Kunjiranut Intarasin (Jane) của Team BIII giành hạng nhất với 100.489 phiếu bầu, trở thành Senbatsu Center cho bài hát chính Heavy Rotation ra mắt ngày 26/7.
Vào ngày 18 tháng 6, nhóm ra mắt bộ phim tài liệu thứ 2 - "BNK48: One take" trên Netflix.
Vào ngày 9 tháng 8, nhóm công bố thế hệ thứ 3 với 19 thành viên.
Ngoài ra, vào ngày 17 tháng 10, nhóm nhỏ LYRA ra mắt với sự hợp tác giữa iAM và Universal Music Thailand, với 6 thành viên Fond, Jennis, New, Niky, Noey, Pun. Trước đó, màn ra mắt của nhóm cũng đã được giới thiệu thông qua một sự kiện bắt tay trước đó.
Vào ngày 29/11, nhóm công bố sẽ ra mắt album thứ 3 - Warota People, với ca khúc chủ đề cùng tên ra mắt ngày 9 tháng 1 năm 2021.

### 2021: Album thứ 3Warota People;D.AAA (ดี-อะ),tham dự AKB48 Group Asia Festival 2021 Online
Vào ngày 9 tháng 1, nhóm ra mắt album thứ 3 - Warota People với ca khúc chủ đề cùng tên.
Vào ngày 10 tháng 3, nhóm công bố việc phát hành single thứ 10- D.AAA (ดี-อะ), single ra mắt ngày 2 tháng 6
Vào ngày 19 tháng 4, BNK48 cho biết 16 thành viên Cherprang, Gygee, Jane, Jennis, Kaew, Kaimook, Minmin, Mobile, Music, Namneung, Noey, Orn, Pun, Pupe, Tarwaan, Wee sẽ tham dự AKB48 Group Asia Festival 2021 Online tổ chức trực tuyến vì Đại dịch COVID-19 và trình chiếu ở Tokyo Dome City Hall ở Tokyo, Nhật Bản.

## Quảng bá & truyền thông

### Sự kiện & show diễn
Nhóm có phòng thu âm mang tên "Bể cá" (tiếng Thái: ตู้ปลา) đặt tại trung tâm mua sắm EmQuartier, nơi các thành viên sẽ thực hiện các buổi phát trực tiếp trên Facebook & YouTube để tương tác với người hâm mộ (sau chuyển sang MBK Center)

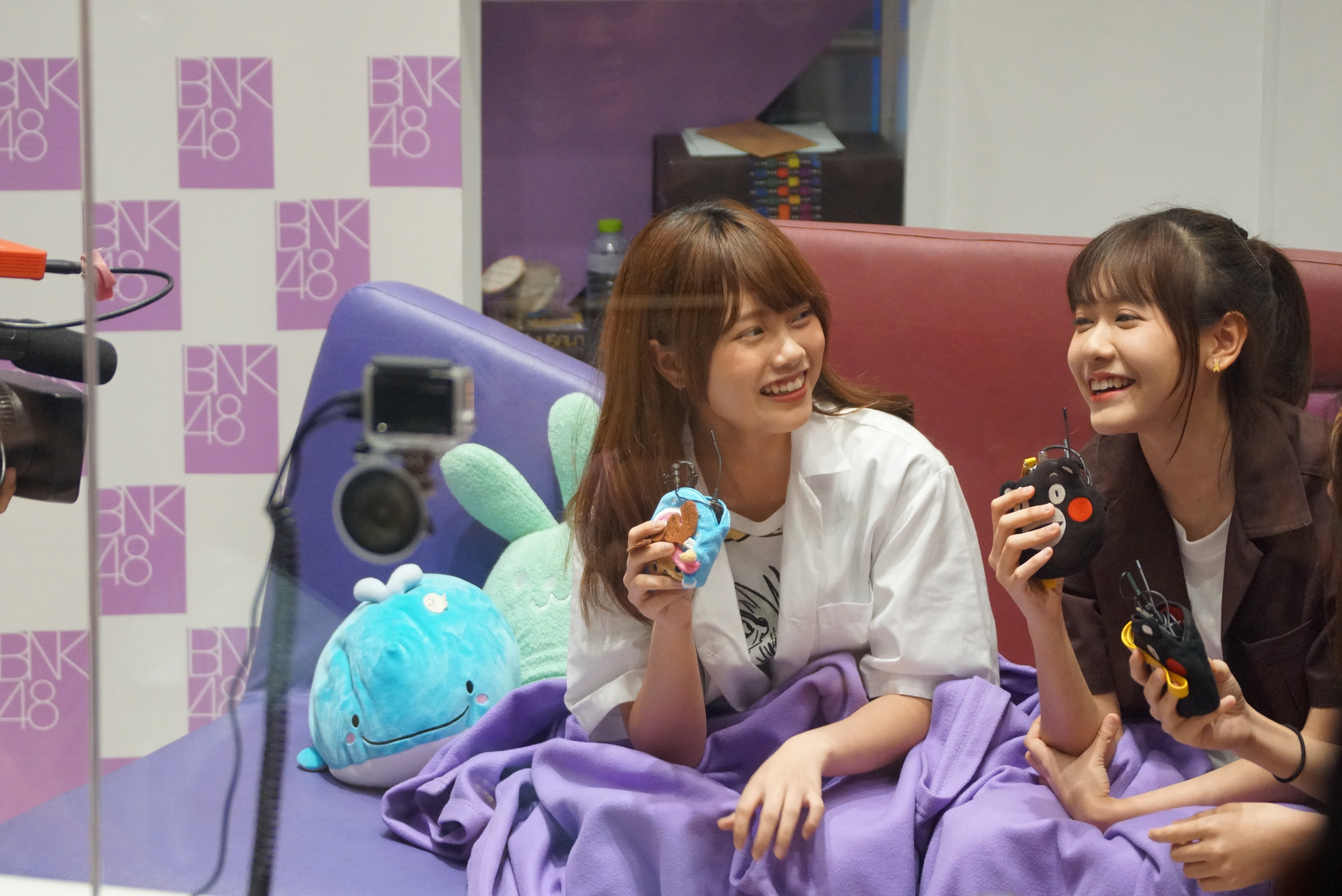
Music và Noey trong buổi trực tiếp tại phòng thu đặt tại EmQuartier vào ngày 13 tháng 12 năm 2017.

Vào giữa năm 2017, nhóm tổ chức roadshow mỗi cuối tuần tại trung tâm mua sắm The Mall Group. Để hỗ trợ cho đĩa đơn đầu tay, nhóm tổ chức sự kiện bắt tay đầu tiên tại Bangkok vào ngày 27 tháng 8 năm 2017. Sự kiện thu hút gần 4.000 người hâm mộ. Sự kiện bắt tay thứ 2 diễn ra vào ngày 18 tháng 11 năm 2017 tại Bangkok và thu hút gần 5.000 người hâm mộ.

### Truyền hình
Nhóm có các chương trình truyền hình riêng như bộ phim tài liệu dài 13 tập BNK48 Senpai  phát sóng vào thứ 3 đến thứ 5, từ ngày 1 tháng 3 năm 2017 và chương trình tạp kỹ BNK48 Show dài 26 tập, phát sóng Chủ nhật hàng tuần từ ngày 9 tháng 7 năm 2017, cả hai được phát trên Channel 3, cùng Victory BNK48 là chương trình tạp kỹ phát sóng trên kênh Workpoint TV vào tháng 8 năm 2018
Ngoài ra, nhóm ra mắt 2 phim tài liệu BNK48: GIRLS DON'T CRY (2018) & BNK48: One take (2020), các thành viên có mặt trong 1 số bộ phim như Homestay, Bad Genius The Series, Thibaan X BNK48, The Underclass... Nhóm có 2 lần liên tiếp tham dự NHK Kōhaku Uta Gassen khi biểu diễn với AKB48 cùng các nhóm chị em vào lần thứ 69 (2018) và 70 (2019).

### Tổng tuyển cử
Nhóm tổ chức 2 cuộc tổng tuyển cử vào năm 2019 cho single thứ 6 Beginner & năm 2020 cho single thứ 9 Heavy Rotation với sự góp mặt của nhóm chị em CGM48, cũng như tham dự cuộc tổng tuyển cử AKB48 53rd Single Sekai Senbatsu Sousenkyo tổ chức tại Nhật Bản, Cherprang (#39) cùng Music (#72) là 2 thành viên lọt vào top 120 chung cuộc.

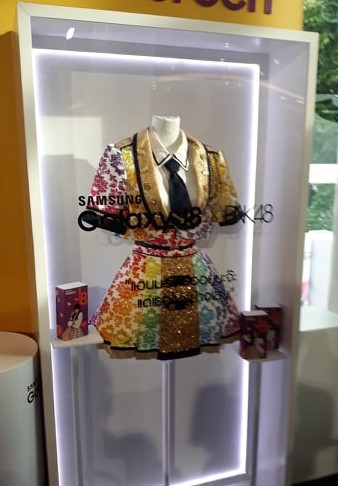
Trang phục biểu diễn bài hát Koisuru Fortune Cookie của BNK48

### Hoạt động từ thiện
Trong buổi roadshow tại Hua Hin năm 2017, nhóm thu về hơn 200.000 Baht khi tổ chức đấu giá 8 bức ảnh có chữ ký các thành viên để gây quỹ cho đồng bào lũ lụt ở Đông Bắc Thái Lan

### Quảng cáo
Từ khi ra mắt, BNK48 hợp tác quảng cáo cho nhiều thương hiệu khác nhau như True Corporation, Grab, Fujifilm, Samsung, Toyota... ngoài ra nhóm đang là người ủng hộ đội tuyển bóng đá quốc gia Thái Lan chính thức và hợp tác cùng Buriram United để quảng bá đội bóng
| Năm  | Tên                                  | Thương hiệu                              | Ghi chú |
| ---- | ------------------------------------ | ---------------------------------------- | ------- |
| 2017 | LINE Let's Get Rich STOP and GO      | LINE                                     | [ 83 ]  |
| 2018 | A.P Honda Racing Thailand            | A.P Honda                                | [ 84 ]  |
| 2018 | Yayoi Japanese Restaurant            | MK Restaurant Group                      | [ 85 ]  |
| 2018 | TruePoint × BNK48                    | True Corporation                         | [ 86 ]  |
| 2018 | Fujifilm X-A5                        | Fujifilm Thailand                        | [ 87 ]  |
| 2018 | BNK48 × Changsuek                    | Hiệp hội bóng đá Thái Lan                | [ 88 ]  |
| 2018 | Jele Beautie x BNK48                 | S.N.N.P. Intertrade                      | [ 89 ]  |
| 2018 | Lactasoy x BNK48                     | Lactasoy Company Limited                 | [ 90 ]  |
| 2018 | Samsung Galaxy J8 x BNK48            | Samsung Thailand                         | [ 91 ]  |
| 2018 | Toyota Yaris ATIV x BNK48            | Toyota Motor Thailand                    | [ 92 ]  |
| 2018 | Twelve Plus x BNK48                  | Twelve Plus                              | [ 93 ]  |
| 2018 | Coding Thailand x BNK48              | Coding Thailand                          | [ 94 ]  |
| 2018 | Oishi Honey Lemon x BNK48            | Oishi                                    | [ 95 ]  |
| 2018 | Tin Ten ไข่เค็ม x BNK48                | Tin Ten ไข่เค็ม                            | [ 96 ]  |
| 2018 | Grab x BNK48                         | Grab                                     | [ 97 ]  |
| 2018 | Desserto By BNK48                    | Desserto                                 | [ 98 ]  |
| 2019 | Buriram United                       | Buriram United                           | [ 82 ]  |
| 2019 | Famelab Thailand 2019                | Famelab                                  | [ 99 ]  |
| 2019 | Exit x BNK48                         | Exit                                     | [ 100 ] |
| 2019 | Samsung Galaxy J6 Plus by TrueMove H | Samsung Thailand                         | [ 101 ] |
| 2019 | Toyota Yaris Ativ x BNK48            | Toyota Motor Thailand                    | [ 102 ] |
| 2019 | Mirinda Mix-It x BNK48               | Mirinda                                  | [ 103 ] |
| 2019 | Twelve Plus x BNK48                  | Twelve Plus                              | [ 104 ] |
| 2019 | 7-Eleven x พี่ตูน x BNK48               | 7-Eleven                                 | [ 105 ] |
| 2019 | GSB x BNK48                          | Ngân hàng Tiết kiệm Chính phủ (Thái Lan) | [ 106 ] |
| 2019 | Atmos Bangkok x BNK48                | Atmos                                    | [ 107 ] |
| 2019 | Toyota Yaris Ativ x BNK48            | Toyota Motor Thailand                    | [ 108 ] |
| 2020 | TIPlife x SF x เฌอปราง               | TIPlife                                  | [ 109 ] |
| 2020 | Thai-Denmark x BNK48                 | Thai-Denmark                             | [ 110 ] |
| 2020 | Pokemon Go x BNK48                   | Pokemon Go                               | [ 111 ] |
| 2020 | True5G x เฌอปราง                     | True Corporation                         | [ 112 ] |
| 2021 | AIS5GPlayAR x BNK48                  | AIS                                      | [ 113 ] |

## Nhà hát
Nhóm mở nhà hát BNK48 The Campus đặt tại tầng 4 trung tâm thương mại The Mall Bangkapi, có sức chứa 350 khán giả, biểu diễn vào thứ 7 lúc 13:00, 17:00 & chủ nhật lúc 13:00, cùng cửa hàng BNK48 shop, quán cà phê BNK48 cafe và văn phòng trong khuôn viên nhà hát. Theo thông lệ, thành viên sẽ tháo bỏ bức ảnh chân dung ở hội trường nhà hát khi chính thức tốt nghiệp, giống các nhóm nhạc chị em khác của AKB48.

Nhóm mở họp báo ra mắt nhà hát vào ngày 26 tháng 4 năm 2018, nhà hát khai trương vào ngày 11 tháng 5, sau đó nghi lễ nhập trạch do 9 sư thầy chùa Wat Traimit Witthayaram chủ trì tổ chức vào ngày 4 tháng 7, nhóm công diễn stage đầu tiên "PARTY ga Hajimaruyo" vào ngày 12 tháng 5 

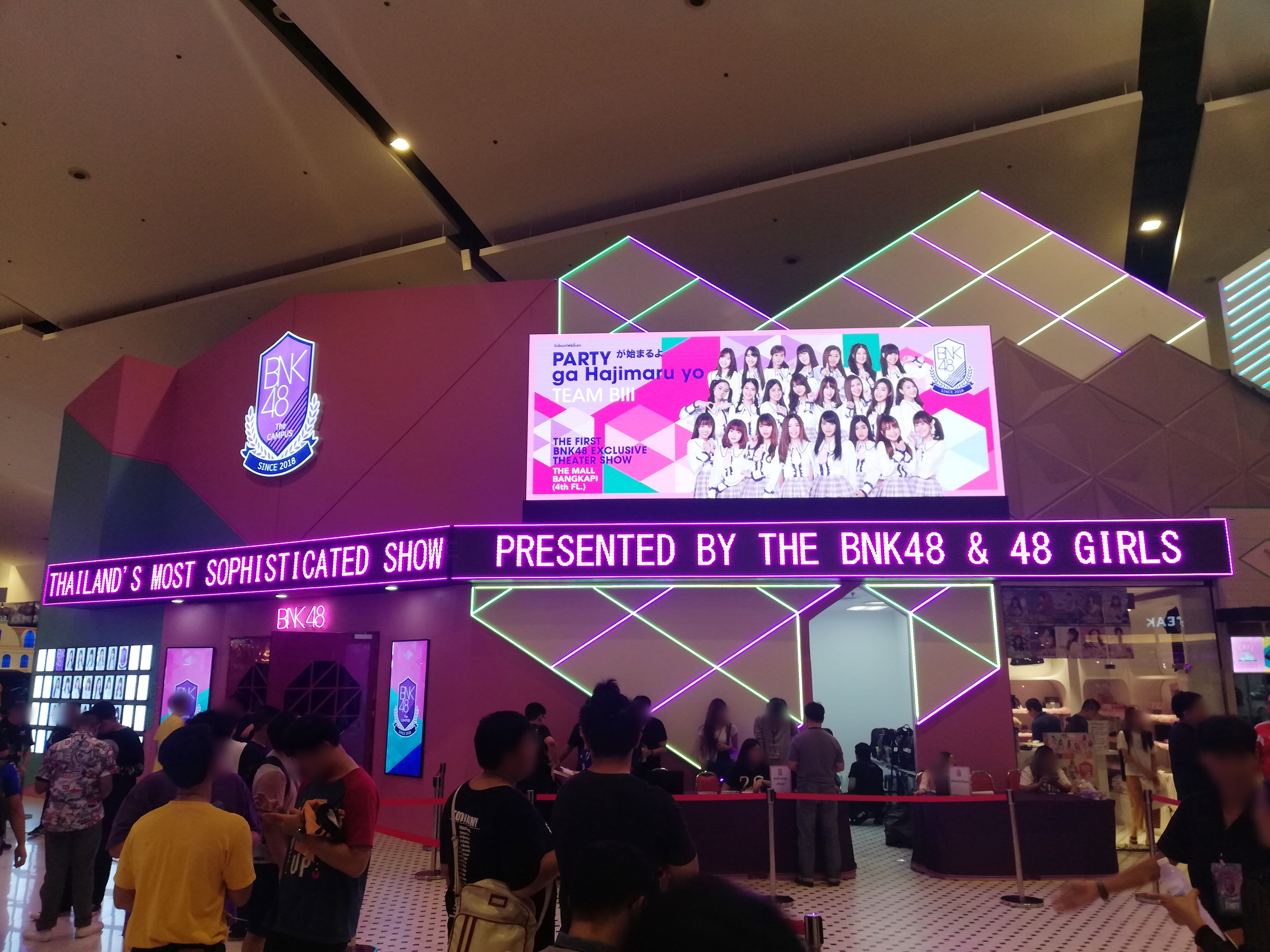
BNK48 the Campus là nhà hát của nhóm.

| Tên                                      | Thời gian            |
| ---------------------------------------- | -------------------- |
| Team BIII                                |                      |
| PARTY ga Hajimaru yo (ปาร์ตี้ในฝัน)          | 12/5/2018-14/12/2019 |
| Waiting Stage                            | 15/12/2019-21/2/2020 |
| Saishuu Bell ga Naru (เสียงระฆังแห่งความฝัน) | 9/8/2020-nay         |
| Team NV                                  |                      |
| Theater no Megami (เทพธิดาเธียเตอร์)        | 9/8/2020-nay         |
| Thực tập sinh                            |                      |
| PARTY ga Hajimaru yo (ปาร์ตี้ในฝัน)          | 11/8/2018-8/2/2020   |
| Ganbare! Kenkyuusei                      | 27/3/2021-nay        |

## Nhóm nhỏ
Năm 2019, nhóm thành lập unit Mimigumo với 3 thành viên: Jaa, Kaimook và Music.
Năm 2020, nhóm thành lập unit LYRA với 6 thành viên: Fond, Jennis, New, Niky, Noey và Pun. Tên fandom của LYRA là PYN(พิณ) tên của chòm sao LYRA trong tiếng Thái. Tiếng "pin" cũng gợi nhắc đến âm thanh nhạc cụ: PYN còn là viết tắt của Play Your Notes. Ngoài ra, PYN có chữ N, giống như việc tên của các thành viên đều có chữ N. Ngày 12 tháng 3 năm 2021, LYRA đổi tên thành VYRA.